# Provincia de Colchagua
La Provincia de Colchagua es una provincia chilena, siendo una de las tres que conforman la Región del Libertador General Bernardo O'Higgins, junto con las provincias de Cachapoal y Cardenal Caro. Su capital provincial es la ciudad de San Fernando.
Tiene una superficie de  5.678,0 km², y una población de 222 556 habitantes, según el censo de 2017. El 81.6% de la población es rural y su gentilicio es colchagüino/a.

## Historia
Fue conformada a partir del territorio de la antigua provincia de Colchagua, que bajó de rango al pasar a depender de la nueva VI Región, en 1976. Su territorio estaba compuesto inicialmente por los ex-departamentos de San Fernando, Santa Cruz y Cardenal Caro.
En 1979 la provincia de Colchagua fue segregada al crearse la provincia Cardenal Caro.

## Economía
En 2018, la cantidad de empresas registradas en la provincia de Colchagua fue de 5.585. El Índice de Complejidad Económica (ECI) en el mismo año fue de -0,04, mientras que las actividades económicas con mayor índice de Ventaja Comparativa Revelada (RCA) fueron Cultivo de Tabaco (112,92), Cultivo y Producción de Lupino (82,23) y Centros de Madres, Unidades Vecinales y Comunales (48,5).

## Comunas
Inicialmente, la provincia estuvo conformada por quince comunas:
- Chépica
- Chimbarongo
- La Estrella
- Lolol
- Marchigüe
- Nancagua
- Palmilla
- Paredones
- Peralillo
- Pichilemu
- Placilla
- Pumanque
- Rosario Lo Solís
- San Fernando (capital)
- Santa Cruz

Desde 1979, tras la creación de la provincia Cardenal Caro, la provincia de Colchagua quedó integrada por diez comunas:
- Chépica
- Chimbarongo
- Lolol
- Nancagua
- Palmilla
- Peralillo
- Placilla
- Pumanque
- San Fernando (capital)
- Santa Cruz

## Autoridades

### Gobernador Provincial (1990-2021)

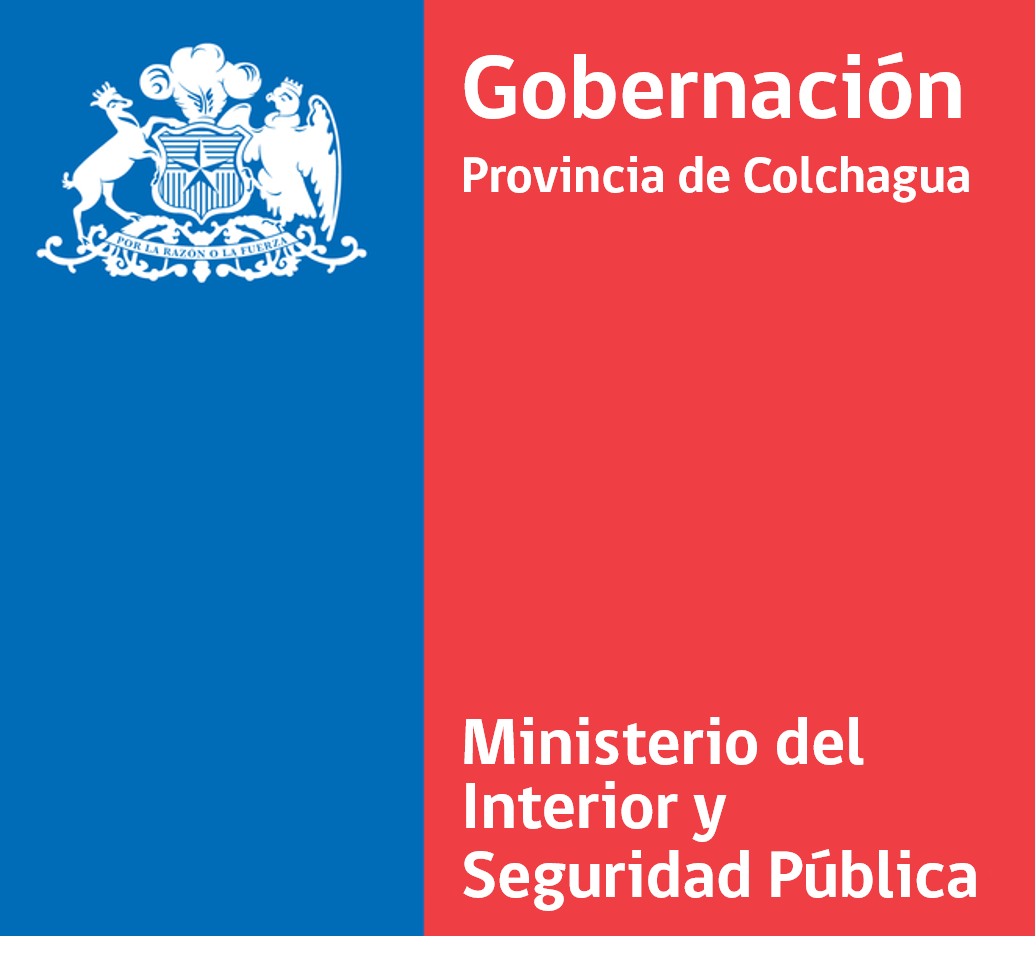
Logotipo de la Gobernación de la Provincia de Colchagua hasta 2021.

Los siguientes fueron los gobernadores provinciales de Colchagua.
| Gobernador(a)                   | Partido | Partido | Inicio                  | Final                   | Presidente(a) | Presidente(a)           |
| ------------------------------- | ------- | ------- | ----------------------- | ----------------------- | ------------- | ----------------------- |
| Luis Eduardo Caro Caro          |         | PS      | 11 de marzo de 1990     | 1991                    |               | Patricio Aylwin         |
| Sergio Wartenberg Hernández     |         | PRSD    | 1991                    | 11 de marzo de 1994     |               | Patricio Aylwin         |
| Emilio José Ramírez Cáceres     |         | PS      | 11 de marzo de 1994     | 11 de marzo de 2000     |               | Eduardo Frei Ruíz-Tagle |
| José Saúl Bravo Gallegos        |         | PPD     | 11 de marzo de 2000     | 2002                    |               | Ricardo Lagos           |
| Juan Paulo Molina Contreras     |         | PDC     | 2002                    | 2004                    |               | Ricardo Lagos           |
| Cecilia Villalobos Cartes       |         | PPD     | 2004                    | 11 de marzo de 2006     |               | Ricardo Lagos           |
| Marco Solorza Moreno            |         | PRSD    | 11 de marzo de 2006     | 13 de junio de 2008     |               | Michelle Bachelet       |
| Aixa Cataldo Alcaíno            |         | PRSD    | 16 de junio de 2008     | 11 de marzo de 2010     |               | Michelle Bachelet       |
| Eduardo Cornejo Lagos           |         | UDI     | 11 de marzo de 2010     | 11 de julio de 2012     |               | Sebastián Piñera        |
| Juan Carlos Abusleme            |         | Ind.    | 30 de junio de 2012     | 11 de marzo de 2014     |               | Sebastián Piñera        |
| Carolina Cucumides Calderón     |         | PPD     | 11 de marzo de 2014     | 10 de noviembre de 2016 |               | Michelle Bachelet       |
| Sergio Salazar Meza (s)         |         | Ind.    | 10 de noviembre de 2016 | 17 de noviembre de 2016 |               | Michelle Bachelet       |
| Mauricio Valderrama Álvarez (s) |         | PS      | 18 de noviembre de 2016 | 9 de enero de 2017      |               | Michelle Bachelet       |
| Luis Barra Villanueva           |         | PPD     | 9 de enero de 2017      | 11 de marzo de 2018     |               | Michelle Bachelet       |
| Yamil Andrés Ethit Romero       |         | UDI     | 11 de marzo de 2018     | 20 de noviembre de 2020 |               | Sebastián Piñera        |
| Manuel Cuadra Lizana            |         | UDI     | 20 de noviembre de 2020 | 14 de julio de 2021     |               | Sebastián Piñera        |

### Delegado Presidencial Provincial (Desde 2021)

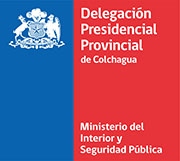
Logotipo de la Delegación Presidencial Provincial de Colchagua desde 2021.

Nuevo cargo que reemplaza la figura de Gobernador provincial.
| Delegado(a)           | Partido | Partido | Inicio              | Final               | Presidente(a) | Presidente(a)    |
| --------------------- | ------- | ------- | ------------------- | ------------------- | ------------- | ---------------- |
| Manuel Cuadra Lizana  |         | UDI     | 14 de julio de 2021 | 11 de marzo de 2022 |               | Sebastián Piñera |
| Marta Pizarro Inzunza |         | FREVS   | 11 de marzo de 2022 | En el cargo         |               | Gabriel Boric    |
| Marta Pizarro Inzunza |         | FREVS   | 11 de marzo de 2022 | En el cargo         |               | Gabriel Boric    |